# 1572 en France
Chronologie de la France
- 1568
- 1569
- 1570
- 1571
- 1572
- 1573
- 1574
- 1575
- 1576

## Événements
- 11 avril : signature du traité de mariage entre Marguerite de Valois et Henri de Navarre[1].
- 19 avril : signature à Blois d’un traité d’alliance défensive entre la France et l’Angleterre[2].
- 6 - 8 mai : synode national des Églises réformées à Nîmes. Théodore de Bèze repousse les innovations de Jean Morély[3].
- 5 juin : retour de Coligny à Paris[1].
- 9 juin : mort de Jeanne d’Albret[1].
- 19 juin : Coligny propose la guerre dans les Flandres au Conseil du Roi, qui refuse[1].
- 8 juillet : Henri de Navarre entre à Paris[1].
- 17 juillet : défaite de Genlis  entre Saint-Ghislain et Hautrage[4]. Les huguenots français voulant secourir les Pays-Bas sont défaits.
- 9 et 10 août : les Conseils refusent la guerre aux Pays-Bas réclamée par Coligny[5].
- 18 août : Marguerite de Valois épouse Henri de Navarre[1]. Le mariage est dénoncé par les ultra-catholiques qui se rassemblent derrière le clan des Guise.
- 22 août : l’attentat manqué contre Gaspard II de Coligny commis par Maurevert, provoque la colère des protestants[1]. Charles IX, sous la pression du parti catholique et de sa mère, ordonne à contrecœur le massacre des chefs protestants dans la nuit du 23 au 24 août, qui dégénère en bain de sang populaire[6].
- 24 août : massacre de la Saint-Barthélemy[7]. Plus de 3 000 Protestants, attirés à Paris par le mariage de Navarre, sont massacrés à Paris par les gardes du roi, les Suisses, les compagnies de la milice bourgeoise puis la populace. l’amiral Gaspard II de Coligny, le chef huguenot, est assassiné par les Guise. Le massacre se propage en province : le 25 août à La Charité, Meaux et Orléans, le 26 à Bourges, le 28 à Angers et Saumur, le 31 à Lyon, le 4 septembre à Troyes, le 17 septembre à Rouen[8]… Il y aurait eu de dix à quinze mille victimes en province[9].
- 26 août : le roi tient un « lit de justice » au Parlement de Paris où il endosse la responsabilité du massacre[10].
- 28 août : déclaration royale interdisant l’exercice du culte réformé dans tout le royaume[11].
- 5 septembre : Te Deum d’action de grâce du pape, à la suite de la Saint-Barthélemy[12].
- 26 septembre : conversion de Henri de Navarre au catholicisme. Le 16 octobre, il signe un édit restaurant le culte catholique dans ses États de Béarn[13].
- 8 novembre : le gouverneur du roi Armand de Gontaut-Biron commence le siège de La Rochelle (1573)[14].
- 9 novembre : occupation surprise du château de Sancerre par Racan de Bueil et des conjurés catholiques. Les Protestants de Sancerre reprennent la forteresse le 10 novembre, après une vigoureuse attaque de dix-sept heures[15].

- La viticulture charentaise s’effondre après 1572[16].

## Naissances en 1572
- x

## Décès en 1572
- x